# Copa Intercontinental de Fútbol Sala 2016
La Copa Intercontinental de fútbol sala de 2016 fue la XVII edición de este torneo de clubes pertenecientes a la FIFA. Se llevó a cabo del 24 al 29 de junio en Catar. La copa está organizada por la Asociación de Fútbol de Catar, con el asesoramiento y la colaboración de la Liga Nacional de Fútbol Sala y 380 Around Marketing.

## Equipos  participantes
| Grupo A                                                        | Grupo B                                        |
| -------------------------------------------------------------- | ---------------------------------------------- |
| Tasisat Daryaei Dinamo Moscú Carlos Barbosa FC Barcelona Lassa | Al Rayyan Benfica Magnus Futsal Movistar Inter |

## Organización

### Sedes
| Arena Ali Bin Hamad Al Attiya                                                                         | Women's Sports Club |  |
| | Imagen externa Atención : este archivo está alojado en un sitio externo, fuera del control de la Fundación Wikimedia . |  |
| Imagen externa                                                                                        | |  |
| | |  |
| Atención: este archivo está alojado en un sitio externo, fuera del control de la Fundación Wikimedia. | |  |

### Calendario
| FG | Fase de grupos | 1/2 | Semifinales | F | Finales |

| Junio de 2016          | 24 Vie | 25 Sáb | 26 Dom | 27 Lun | 28 Mar  | 29 Mié |
| ---------------------- | ------ | ------ | ------ | ------ | ------- | ------ |
| Fase (no. de partidos) | FG (4) | FG (4) | FG (4) |        | 1/2 (4) | F (2)  |

## Resultados

### Primera ronda
La primera ronda se celebrará entre el 24 y el 26 de junio de 2016 y en ella participaran los ocho participantes que se dividirán en dos grupos de cuatro equipos. Los dos mejores equipos de cada sección pasaran a las semifinales, momento en el que se disputaron encuentros eliminatorios.

#### Grupo A
| Equipo             | Pts | PJ | PG | PE | PP | GF | GC | Dif |
| ------------------ | --- | -- | -- | -- | -- | -- | -- | --- |
| FC Barcelona Lassa | 7   | 3  | 2  | 1  | 0  | 10 | 7  | +3  |
| Carlos Barbosa     | 4   | 3  | 1  | 1  | 1  | 9  | 9  | 0   |
| Dinamo Moscú       | 4   | 3  | 1  | 1  | 1  | 7  | 7  | 0   |
| Tasisat Daryaei    | 1   | 3  | 0  | 1  | 2  | 7  | 10 | -3  |

| 24 de junio de 2016, 21:00 (UTC+3) | Dinamo Moscú                          | 3 - 2   | Carlos Barbosa       | Women's Sports Club, Doha                 |                                           |
|                                    | - Cirilo 17' - Rómulo 29' - Fukin 32' | Reporte | - 1' Rafa - 39' Zico | Árbitro(s): Gutiérrez Lumbreras Peña Díaz | Árbitro(s): Gutiérrez Lumbreras Peña Díaz |

| 24 de junio de 2016, 22:45 (UTC+3) | Tasisat Daryaei                   | 2 - 4   | FC Barcelona Lassa           | Women's Sports Club, Doha          |                                    |
|                                    | - S. Abbasi 20' - V. Shamsaee 26' | Reporte | - 1' 15' 35' Wilde - 25' Lin | Árbitro(s): Saša Tomić Kamil Çetin | Árbitro(s): Saša Tomić Kamil Çetin |

| 25 de junio de 2016, 21:00 (UTC+3) | FC Barcelona Lassa                         | 3 - 2   | Dinamo Moscú           | Women's Sports Club, Doha                  |                                            |
|                                    | - Sergio Lozano 22' - Dyego 25' - Saad 27' | Reporte | - 31' Pula - 38' Nando | Árbitro(s): Pascal Lemal Eduardo Fernandes | Árbitro(s): Pascal Lemal Eduardo Fernandes |

| 25 de junio de 2016, 22:45 (UTC+3) | Carlos Barbosa                         | 4 - 3   | Tasisat Daryaei                                         | Women's Sports Club, Doha                     |                                               |
|                                    | - Bruno 5' 22' - Rafa 14' - Murilo 38' | Reporte | - 18' A. Vafaei - 24' M. Hajibandeh - 39' M. Sangsefidi | Árbitro(s): Khamis Alshamsi Alessandro Malfer | Árbitro(s): Khamis Alshamsi Alessandro Malfer |

| 26 de junio de 2016, 21:00 (UTC+3) | Tasisat Daryaei                       | 2 - 2   | Dinamo Moscú     | Women's Sports Club, Doha                |                                          |
|                                    | - M. Shajari 4' - H. Tayebibidgou 14' | Reporte | - 37' 38' Cirilo | Árbitro(s): Sherif Rashwan Ali Salem Eid | Árbitro(s): Sherif Rashwan Ali Salem Eid |

| 26 de junio de 2016, 21:00 (UTC+3) | Carlos Barbosa            | 3 - 3   | FC Barcelona Lassa                 | Al Attiya Arena, Doha                 |                                       |
|                                    | - Rafa 23' 24' - Zico 35' | Reporte | - 4' 14' Wilde - 14' Sergio Lozano | Árbitro(s): Marc Birkett Gábor Kovács | Árbitro(s): Marc Birkett Gábor Kovács |

#### Grupo B
| Equipo         | Pts | PJ | PG | PE | PP | GF | GC | Dif |
| -------------- | --- | -- | -- | -- | -- | -- | -- | --- |
| Al Rayyan      | 6   | 3  | 2  | 0  | 1  | 8  | 6  | +2  |
| Magnus Futsal  | 6   | 3  | 2  | 0  | 1  | 7  | 6  | +1  |
| Movistar Inter | 4   | 3  | 1  | 1  | 1  | 3  | 3  | 0   |
| Benfica        | 1   | 3  | 0  | 1  | 2  | 5  | 8  | -3  |

| 24 de junio de 2016, 21:00 (UTC+3) | Al Rayyan                | 1 - 2   | Movistar Inter  | Al Attiya Arena, Doha                   |                                         |
|                                    | - Borja 19' - Darlan 32' | Reporte | - 39' T. Grippi | Árbitro(s): Marc Birkett Sherif Rashwan | Árbitro(s): Marc Birkett Sherif Rashwan |

| 24 de junio de 2016, 22:45 (UTC+3) | Benfica | 2 - 4   | Magnus Futsal | Al Attiya Arena, Doha   |                         |
|                                    |         | Reporte |               | Árbitro(s): Por Definir | Árbitro(s): Por Definir |

| 25 de junio de 2016, 21:00 (UTC+3) | Al Rayyan | 4 - 2   | Magnus Futsal | Al Attiya Arena, Doha   |                         |
|                                    |           | Reporte |               | Árbitro(s): Por Definir | Árbitro(s): Por Definir |

| 25 de junio de 2016, 22:45 (UTC+3) | Movistar Inter | 1 - 1   | Benfica | Al Attiya Arena, Doha   |                         |
|                                    |                | Reporte |         | Árbitro(s): Por Definir | Árbitro(s): Por Definir |

| 26 de junio de 2016, 22:45 (UTC+3) | Magnus Futsal | 1 - 0   | Movistar Inter | Al Attiya Arena, Doha   |                         |
|                                    |               | Reporte |                | Árbitro(s): Por Definir | Árbitro(s): Por Definir |

| 26 de junio de 2016, 22:45 (UTC+3) | Al Rayyan | 3 - 2   | Benfica | Women's Sports Club, Doha |                         |
|                                    |           | Reporte |         | Árbitro(s): Por Definir   | Árbitro(s): Por Definir |

### Cuadro final
La fase final se celebrará el 28 y el 29 de junio de 2016 y en ella participarán los dos mejores equipos de cada sección, que se dividirán en dos partidos de semifinales para decidir qué equipos disputarán la final.
|  | Semifinales        | Semifinales        |   |                    | Final              | Final |  |
|  |                    |                    |   |                    |                    |       |  |
|  |                    |                    |   |                    |                    |       |  |
|  | Doha - 28 de junio |                    |   |                    |                    |       |  |
|  | FC Barcelona       | 3 (1)              |   |                    |                    |       |  |
|  | Magnus Futsal      | 3 (3)              |   |                    |                    |       |  |
|  |                    |                    |   |                    |                    |       |  |
|  |                    |                    |   |                    | Doha - 29 de junio |       |  |
|  |                    |                    |   |                    | Magnus Futsal      | 4     |  |
|  |                    | Carlos Barbosa     | 3 |                    |                    |       |  |
|  |                    |                    |   |                    |                    |       |  |
|  |                    |                    |   |                    |                    |       |  |
|  |                    |                    |   |                    | Tercer lugar       |       |  |
|  | Doha - 28 de junio | Doha - 28 de junio |   | Doha - 29 de junio | Doha - 29 de junio |       |  |
|  | Al-Rayyan SC       | 0                  |   | FC Barcelona       | 6                  |       |  |
|  | Carlos Barbosa     | 3                  |   |                    | Al-Rayyan SC       | 1     |  |

#### Semifinales
| 28 de junio de 2016, 21:00 (UTC+3) | FC Barcelona Lassa | 3 - 3 (1 - 3 p.) | Magnus Futsal | Al Attiya Arena, Doha |  |
|                                    |                    | Reporte          |               |                       |  |

| 28 de junio de 2016, 23:00 (UTC+3) | Carlos Barbosa | 3 - 0   | Al Rayyan | Al Attiya Arena, Doha |  |
|                                    |                | Reporte |           |                       |  |

#### 7º y 8º Lugar
| 28 de junio de 2016, 23:00 (UTC+3) | Tasisat Daryaei | 1 - 2   | Benfica | Women's Sports Club, Doha |  |
|                                    |                 | Reporte |         |                           |  |

#### 5º y 6º Lugar
| 28 de junio de 2016, 21:00 (UTC+3) | Dinamo Moscú | 2 - 1   | Movistar Inter | Women's Sports Club, Doha |  |
|                                    | 2            | Reporte | 1              |                           |  |

#### 3º y 4º Lugar
| 29 de junio de 2016, 21:00 (UTC+3) | FC Barcelona Lassa | 6 - 1   | Al Rayyan | Al Attiya Arena, Doha |  |
|                                    |                    | Reporte |           |                       |  |

#### Final
| 29 de junio de 2016, 23:00 (UTC+3) | Magnus Futsal | 4 - 3   | Carlos Barbosa | Al Attiya Arena, Doha |  |
|                                    |               | Reporte |                |                       |  |

| Bandera de Brasil     |
| Campeón Magnus Futsal |
| 1º título             |